# Образование на Кабо-Верде
Начальное школьное образование в Кабо-Верде является обязательным в возрасте от 6 до 14 лет и бесплатным для детей в возрасте от 6 до 12 лет. В 1997 году общий показатель охвата начальным образованием составлял 148,8 %. По состоянию на 2001 год показатели посещаемости начальных школ в Кабо-Верде были недоступны. Учебники были предоставлены 90 % школьников, и 90 % учителей прошли обучение на рабочем месте. Уровень грамотности населения по состоянию на 2010 год колеблется от 75 до 80 %, то есть самый высокий в Западной Африке к югу от Сахары.
Хотя большинство детей имеют доступ к образованию, некоторые проблемы сохраняются. Например, многие учащиеся и некоторые учителя говорят дома на креольском языке Кабо-Верде и плохо владеют португальским (языком обучения); недостаточно средств тратится на школьные материалы, обеды и книги; а в некоторых классах наблюдается высокий процент повторений.
Инициатива по измерению прав человека (HRMI) считает, что Кабо-Верде выполняет только 82 % того, что оно должно выполнять для права на образование, исходя из уровня дохода страны. HRMI различает право на образование, рассматривая права как на начальное, так и на среднее образование. Принимая во внимание уровень доходов Кабо-Верде, страна достигает 88,1 % от того, что должно быть возможно, исходя из ее ресурсов (доходов) для начального образования, но только 75,9 % для среднего образования. По состоянию на 2021 год, по оценкам всемирной книги фактов ЦРУ, 90,8 % населения в возрасте от 15 лет и старше умеют читать и писать из них 94,2 % мужчин и 87,4 % женщин.

## История

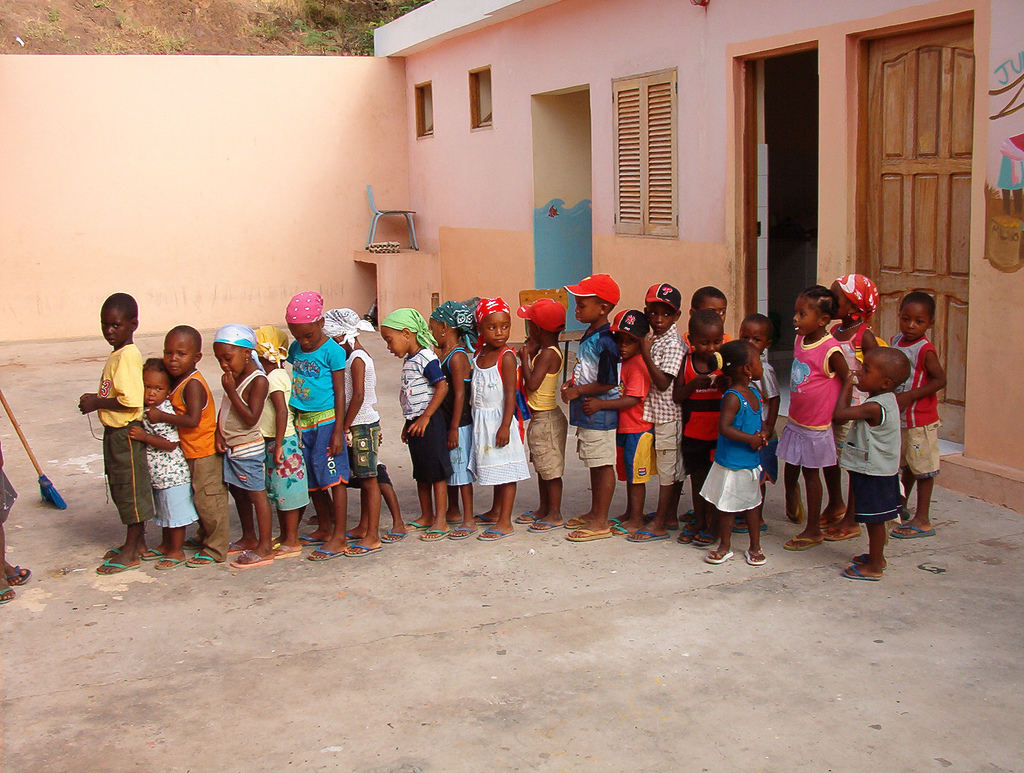
Ученики начальной школы выстраиваются в очередь на занятия на Кабо-Верде

На протяжении большей части девятнадцатого века образование в Кабо-Верде осуществлялось в основном по инициативе частных лиц или групп на местном уровне, а не государственных организаций. Первая финансируемая правительством начальная школа была открыта на островах Брава, Кабо-Верде, в 1847 году. Первая средняя школа была открыта в Прайе в 1860 году, но через год закрылась.
В 1866 году в Сан-Николау была открыта управляемая духовенством христианская семинария под названием Seminário-Liceu, главным образом для подготовки священников. Учебная программа включала математику, естественные науки, классические языки и европейскую литературу.
В 1917 году Seminário-Liceu была заменена Liceu Nacional de Cabo Verde D. Infante Henrique, который был основан в Минделу на острове Сан-Висенте. Впервые размещенный в том, что сейчас является Национальным центром искусств и дизайна, он переехал в здание Лисеу Велью в 1921 году. Он был закрыт в 1937 году и вновь открыт в том же году в том же здании, что и Лисеу Хиль Эанес. Лисеу Хиль Эанес (нынешний Лисеу Луджеро Лима) открыл секцию в Прайе в 1955 году, которая в 1960 году превратилась в независимую среднюю школу, нынешнюю Лисеу Домингос Рамос. Открылось еще несколько средних школ, в том числе одна в Эспаргоше в Сале, Порто-Ново в Санту-Антану, Сан-Филипе на Фого, Сал-Рей на Боа-Виста, в Ассомаде и Таррафале, как в Сантьяго, так и в Хосе-Аугусто-Пинто в Минделу на Сан-Висенте.
Высшее образование, которого не существовало в Кабо-Верде в колониальный период, было введено путем создания 28 июля 1979 года Учебного курса для преподавателей Энсино Секундарио (CFPES, «Курс подготовки учителей среднего образования»). 2 октября 1995 года CFPES стал Институтом Высшего Образования.

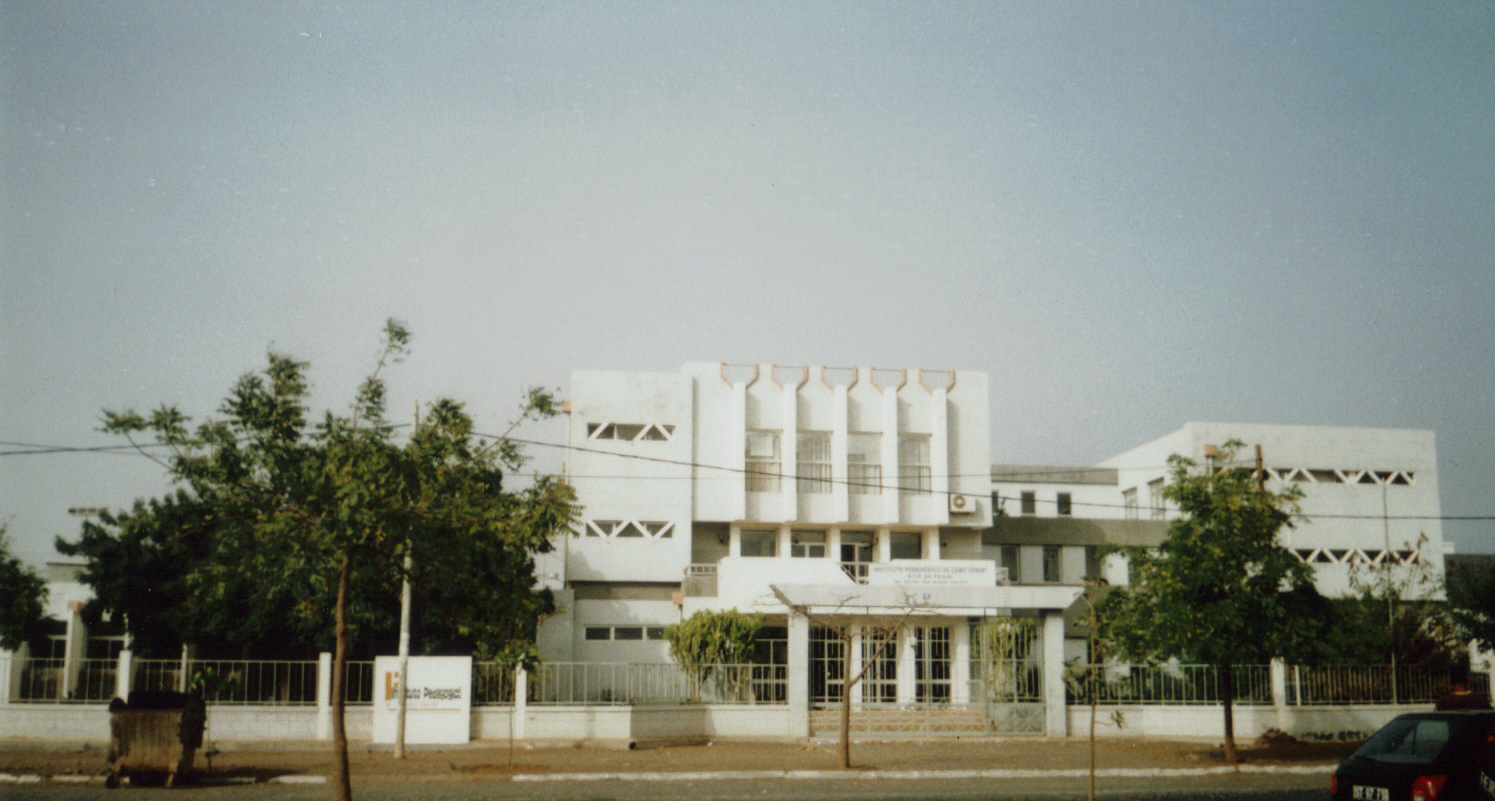
Педагогический колледж в Прайе

В 1980 году был создан Национальный институт технологических исследований (INIT - Instituto Nacional de Investigação Tecnológica). В 1997 году он стал INIDA (Национальный институт исследований и развития сельского хозяйства). INAG (Национальный институт администрирования и управления) был создан 21 октября 1998 года, сменив созданный в 1981 году Центр формального и административного управления (CENFA). Центр морской подготовки (CFN - Центр морской подготовки) был создан 19 июня 1982 года. 21 октября 1996 года он стал ISECMAR (Instituto Superior de Engenharias e Ciências do Mar, Высший институт морской инженерии и наук).
ISE, ISECMAR и INAG объединились, чтобы стать Университетом Кабо-Верде (первым государственным университетом страны) 21 ноября 2006 года; INIDA присоединился в 2007 году. Все школы-предшественники ликвидированы и полностью стали кампусами 9 октября 2008 года. Кампусы Университета Кабо-Верде начали строить в 2014 году.
Первый частный университет Кабо-Верде был основан в 2001 году: Университет Жана Пиаже в Кабо-Верде. В 2008 году в Ассомаде был основан Университет Сантьяго. Университет Минделу был основан в 2010 году. Существует также Университет Лусофона-де-Кабо-Верде в Минделу и Прайе.